# Andreas Herder
Andreas Herder (* 1. Februar 1964 in Lüneburg; † 21. Mai 2018 in Berlin) war ein deutscher Schauspieler.

## Leben
Andreas Herder wirkte ab 1988 in einigen Kinofilmen, u. a. in Schlaflose Nächte (1988), Die blaue Stunde (1992), Durst (1993), Die Story von Monty Spinnerratz (1993), Wie Feuer und Flamme (2001) oder in Alles auf Zucker! (2004) mit.
Bekanntheit erlangte Andreas Herder vor allem durch seine zahlreichen Fernsehrollen. Er übernahm dabei mehrere durchgehende Serienrollen, wiederkehrende Episodenrollen und auch Gastrollen. Er wirkte als Schauspieler vor der Kamera in mehr als 50 Film-und-Fernsehproduktionen mit. Herder war Anfang der 1990er-Jahre außerdem als Drehbuchautor und Filmeditor tätig.
In den 2010er-Jahren zog er sich aus der Filmbranche zurück und arbeitete fortan als Koch. Er war einige Jahre lang mit dem Regisseur Marcel Gisler liiert. Andreas Herder starb am 21. Mai 2018 im Alter von 54 Jahren in Berlin, wo er auch beigesetzt wurde.

## Filmografie (Auswahl)
- 1988: Schlaflose Nächte
- 1992: Die blaue Stunde
- 1992: Liebe auf Bewährung (Fernsehserie, 1 Folge)
- 1993: Durst
- 1994: Das schafft die nie[6]
- 1996: Eine fast perfekte Liebe
- 1997: Die Story von Monty Spinnerratz (A Rat’s Tale)
- 1997: Tatort: Gefährliche Übertragung (Fernsehreihe)
- 1997: Rosamunde Pilcher: Irrwege des Herzens (Fernsehreihe)
- 1997–2006: Alarm für Cobra 11 – Die Autobahnpolizei (Fernsehserie, 3 Folgen)
- 2000: Hotel Elfie (Fernsehserie, 10 Folgen)
- 2000: Auf eigene Gefahr (Fernsehserie, 1 Folge)
- 2001–2002: Herzschlag – Das Ärzteteam Nord (Fernsehserie, 3 Folgen)
- 2001: Wie Feuer und Flamme
- 2003: In aller Freundschaft (Fernsehserie, 7 Folgen)
- 2003: Die Rettungsflieger (Fernsehserie, 2 Folgen)
- 2003: Wolffs Revier (Fernsehserie, 1 Folge)
- 2003: Für alle Fälle Stefanie (Fernsehserie, 1 Folge)
- 2003: Jagd auf den Flammenmann
- 2003–2005: Abschnitt 40 (Fernsehserie, 6 Folgen)
- 2004: Alles auf Zucker!
- 2004: Rosamunde Pilcher: Solange es dich gibt
- 2004: Inga Lindström: Die Farm am Mälarsee (Fernsehreihe)
- 2004: Die Rosenzüchterin
- 2005: Das Duo: Herzflimmern (Fernsehreihe)
- 2006: Typisch Sophie (Fernsehserie, 1 Folge)
- 2006: Im Tal der wilden Rosen: Bis ans Ende der Welt (Fernsehreihe)
- 2007: SOKO Köln (Fernsehserie, 1 Folge)
- 2007: Ein Fall für Nadja (Fernsehserie, 1 Folge)
- 2008: Hallo Robbie! (Fernsehserie, 1 Folge)
- 2008: SOKO Leipzig (Fernsehserie, 1 Folge)
- 2010: Unser Charly (Fernsehserie, 1 Folge)
- 2010: Das Leben ist zu lang
- 2015: Am Bahnhof Zoo (Kurzfilm)